# Maurice Merleau-Ponty
Maurice Merleau-Ponty (Rochefort, 1908 - París, 1961) fou un filòsof francès, fortament influït per Edmund Husserl. És sovint classificat com a existencialista, a causa de la seva proximitat amb Jean-Paul Sartre i Simone de Beauvoir, així com per la seva concepció heideggeriana de l'ésser, encara que posteriorment a causa del seu litigi amb Sartre, Merleau-Ponty negava pertinença o acord amb aquesta filosofia.
Després d'acabar els seus estudis al Liceu Louis-li-Grand de París, Merleau-Ponty va ingressar a l'Escola Normal Superior de París, en la mateixa època que Sartre, on va acabar la carrera de filosofia com a segon de la seva classe en 1930. Va començar a donar classes a Chartres, però després va tornar a l'Escola Normal Superior per un doctorat en lletres en 1945, que va aconseguir amb dos llibres molt importants: L'estructura del comportament (1942) i la Fenomenologia de la percepció (1945).
De seguida es converteix en professor de filosofia a la Universitat de Lió (1945 a 1948), i després en professor de psicologia infantil a la Sorbona (1949 a 1952). Al final, es converteix en titular de la càtedra de filosofia del Collège de France a partir de 1952 i fins a la seva mort en 1961, sent un dels més joves a accedir a l'esmentat Collège de France.
Merleau-Ponty també va formar part del comitè editorial de la revista Les Temps modernes com a editorialista polític, des de la seva fundació a l'octubre de 1945 i fins al desembre de 1952. Va morir d'una aturada cardíaca la nit del 3 de maig de 1961 als 53 anys, aparentment mentre preparava una dissertació referida a Descartes. El seu cos està enterrat en el Cementiri de Père-Lachaise de París.

## Biografia
Maurice Merleau-Ponty neix el 14 de març de 1908 a Rochefort-sur-Mer, a França, en una família de classe mitjana. Mor el 4 de maig de 1961 d’un atac de cor mentre es trobava a la seva taula de treball, pel que es considera que la seva darrera obra és inacabada. Va cursar els estudis superiors a Havre i París, i als seus 18 anys va començar a estudiar Filosofia a l'École Normal Supiérieure, on va conèixer altres filòsofs com Jean-Paul Sartre, amb qui mantindria una ferma amistat durant gairebé el transcurs de la seva vida. Va exercir com a professor en universitats franceses com la Universitat de Lyon, la Sorbona o el Collège de France.
Durant el transcurs de la seva vida, com a literat francès va ser marcat per les conseqüències polítiques de la Primera Guerra Mundial, però sobretot per la Segona Guerra Mundial, la qual va viure d'una manera més plena pel que comporta de manera directa als habitants d'un país actiu en la guerra: estar en el servei militar (1930 – 1931), viure el moment en què Hitler puja al poder a Alemanya (1931), que Stalin iniciï processos a l'URSS o que es constitueixi el Front Popular Francès, triomfador en les eleccions legislatives d'aquell mateix any (1931) i que esclati la Segona Guerra Mundial (1939). Participà a la Guerra com a oficial de tropa del 5è Regiment d'infanteria i seria destinat a l'Estat Major fins 1940. En conseqüència, l'assassinat de Trotski i el començament de la Batalla de França (1940) en què destrueixen l'exèrcit francès; Itàlia declara la guerra a França i aquesta firma l'Armistici de Compiègne: el país quedaria, així, dividit en dues zones: l'ocupada i la lliure. De Gaulle crea a Londres el moviment de la França Lliure i anima la resistència francesa.
És en aquest context que Merleau-Ponty i Sartre funden el grup de resistència intel·lectual “Socialisme et Liberté”. Un any després, sortiria publicada una de les seves obres La structure du comportement a París, que era la seva tesi complementària. El 1944, també amb Sartre i Simone de Beauvoir, R. Aron, J. Paulhan i A. Oliever entre d'altres, constitueixen el comitè director de la nova revista Les Temps Modernes, en la qual Merleau-Ponty serà redactor en cap. Un any després, obtindria el doctorat amb les seves obres Phénoménologie de la perception (la seva obra més important) i La structure du comportement, any mateix en què acaba la Segona Guerra Mundial.
Abans, però, a partir de la mort de Husserl (1938), que serà la seva màxima influència juntament amb la psicologia de la Gestalt, Merleau-Ponty viatjarà a Lovaina per consultar els arxius de Husserl, i hi estudiarà els seus inèdits com Idées II, La crisi de les ciències europees i La fenomenologia transcendental i Experiència i judici. L'estudi i la interpretació d'aquest filòsof el portaran a rectificar i seguir aquest tipus de filosofia que anomenà fenomenologia. “Va adoptar la metodologia de Husserl i la a posar al servei de la problemàtica de l'existència. Va comprendre que només una descripció fenomenològica de la percepció ens pot permetre d'interpretar el sentit de l'ésser-en-el-món, de l'ésser situat, contingent i projectiu” (López Sánchez, Ma Carmen, 1965). La fenomenologia és un tipus de filosofia transcendental dins l'existència que estudia les essències. Per aquesta filosofia, el món sempre “hi és” i es basa en recuperar el contacte ingenu amb el món viscut per atorgar-li després un estatut filosòfic.
D'aquesta manera husserliana inicia Merleau-Ponty la crítica de la ciència, i és que aquesta pressuposa que el món és habitat. Però per ell les ciències haurien de ser una experiència posterior al món viscut; cal preguntar-se per l'origen, per tal de fer el món comprensible des del fonament darrer del seu ésser.

## La fenomenologia de Maurice Merleau-Ponty
La seva fenomenologia va partir de la intenció de l’autor de desenvolupar els conceptes fenomenològics d'Edmund Husserl, pel que bona base del seu pensament és influenciat per l’estudi que en va fer. D’ell en prengué, d’entre d'altres, el concepte de la reducció fenomenològica, procés a través del qual poder trobar les essències de les coses, i que consisteix en «admirar-les» i comprendre el món i les coses a partir d’aquesta experiència viva.
Un altre concepte que va agafar de base va ser l’estar-en-el-mon de Heidegger: no es pot parlar de l’existència de l’home sense prendre com a punt de partida aquest estar-en-el-mon. És quan percebo coses i objectes del mon, és quan prenc la posició de l’estar-en-el-mon, és quan el sé interpretar, que el puc tornar més transparent. És a dir, que estar-en-el-mon és ni més ni menys que deixar-te influir per les coses que passen, sentint-te a prop i intentant entendre-les terrenalment.1
De Husserl també en pren la idea de l’horitzó inacabat, ple d’ombres i opacitats que és metafòricament la vida; el mon és opac en tant que ens pesa i ens és, i nosaltres hi som i som vulnerables a ell. Per tant, el món és opac i l’única manera d’il·luminar-lo (conèixer, entendre’l) és estant-en-el-món, que no és més que la idea fenomenològica de conèixer-lo des de la subjectivitat i l’experiència, però aquest cop sabent-nos vulnerables al mon i admirant els seus fenòmens. 2 3
La seva altra gran influència fou la Psicologia de la Gestalt, la qual explica que el coneixement no tracta de sensacions, sinó de percepcions. És a dir, les coses ens arriben com un tot i no de forma separada, pel que rebutja la idea vella de percebre un objecte de manera independent a un altre objecte4. I Merleau-Ponty, en aquest context, en deriva la idea que quan veiem un aspecte, tenim una impressió, som capaços de conèixer-lo perquè el mon ens ofereix un joc, un marge de llibertat, que fa que la seva significació sigui una constel·lació d’imatges i percepcions. I se’ns dona com un tot, una unitat, dins la qual es troben les relacions entre les determinades coses d’allò percebut. 5 6
Però més enllà de les seves grans influències, cal parlar de la seva filosofia. Els objectes del món no existeixen fins que no ens provoquen en nosaltres unes intencions7; hi son però es constitueixen al cap i a la fi a través de nosaltres. I és gràcies al cos que som capaços de conèixer el mon, gràcies a l’estar-en-el-mon, perquè al final no som una consciència en un cos sinó que tot nosaltres som un cos. «El secreto del mundo que buscamos tiene que estar contenido en mi contacto con él» (Merleau-Ponty, 1964: 53). I aquesta experiència a través de la qual coneixem passa per un «saber pre-objectiu» (que és aquell instant entre el fenomen a percebre i la consciència encarnada8, el que podria ser un primer contacte) que descobreix l’essència pura de l’objecte, i com a resultat i continuïtat d’això se’n deriva el saber objectiu, que és aquell altre que en descobrim després de copsar la seva essència. ⁹ ¹⁰
A partir d’aquesta anàlisi sobre la percepció com a activitat del propi cos, Merleau-Ponty és capaç de parlar de la filosofia del nosaltres11. Afirma que «la certeza injustificable de un mundo que nos sea común es para nosotros la base de la verdad» (Merleau-Ponty, 1964: p27): cal aspirar a pensar de manera col·lectiva una justificació per a allò que trobem injustificable, per tal de trobar la veritat. I és que la filosofia del nosaltres està necessàriament relacionada amb la «filosofia del cos» si bé, com s’ha aclarit, és el mitjà pel qual ens relacionem amb el mon (i per tant, amb l’«altre»), coneixent-lo «des de dins» i a partir del contacte del subjecte i l’objecte en unitat, i no en la jerarquia del sobrevol en que el subjecte investiga l’objecte. El sobrevol és aquell acte de posar la mirada per sobre, separada o al marge d’allò que passa, que som, que vivim. Polítics, filòsofs, analistes, teòrics... prenen una mirada des de la distància, en perspectiva, i tot aquell que s’allunya només està construint una relació de domini i de poder. Per això l’autor proposa reaprendre a veure el món des d’una mirada interna i un desplaçament interior, i des duna dimensió comuna. 12 13 ¹⁴ 15 Ell mateix diu, sobre la qüestió del subjecte amb l’alteritat:
“Tienen que estar ahí como relieves, desvíos, variantes de una sola visión en la que yo también participo. […] Es cierto que no vivo su vida, que están definitivamente ausentes de mí y yo de ellos. Pero esta distancia es una extraña proximidad desde el momento en que reencontramos el ser de lo sensible, ya que lo sensible es lo que, sin moverse de sitio, puede acechar a más de un cuerpo” (Merleau-Ponty, 1960: 29)
Per tant, per Merleau-Ponty un cop instaurada la instància que cos i ànima actuen alhora i que no és que tinguem o estiguem en un cos sinó que som un cos; un cop aquí, conèixer el mon o fer-lo menys opac és preguntar-se per la presència del jo i del jo en el mon. I això només pot ser respost a partir del contacte amb ell, des de l’experiència parcial i en moviment, a partir d’admirar les coses i sentir-nos vulnerables a elles, és a dir a partir del ja anomenat estar-en-el-mon. Però per entendre les coses no només es necessita de la meva intervenció viva en el mon, sinó de tenir en compte l’altre i la seva intersubjectivitat com a una variant d’una visió comuna, que compartim. Marina Garcés diu que «la seva ontologia és una ontologia de l'entre, d'un ser pensat com esclat i com a diferenciació, com relació entre variants i desviaments: d'una dimensió comú unitat de la qual cristal·litza en les seves diferències» (Garcés, 2015: 173)